# Eleutherococcus brachypus
Eleutherococcus brachypus är en araliaväxtart som först beskrevs av Hermann Harms, och fick sitt nu gällande namn av Takenoshin Nakai. Eleutherococcus brachypus ingår i släktet Eleutherococcus och familjen Araliaceae.

## Underarter
Arten delas in i följande underarter:
- E. b. brachypus
- E. b. omeiensis